# Kia Pegas
Kia Pegas — среднеразмерный седан, выпускаемый южнокорейской корпорацией Kia Motors с 2017 года.

## Описание
Модель Kia Pegas впервые была представлена на автосалоне в Шанхае в 2017 году. Модель базирована на платформе PB. Оснащается бензиновым двигателем внутреннего сгорания Kappa II MPI.
В Китае модель продаётся с августа 2017 года, а с 2018 года модель продаётся в Египте. На Филиппинах модель была представлена 30 января 2019 года под названием Kia Soluto. Во Вьетнаме модель продаётся с сентября 2019 года. С 18 сентября 2020 года модель продаётся в Брунее, а с 14 июня 2021 года — в Южной Африке.

## Галерея

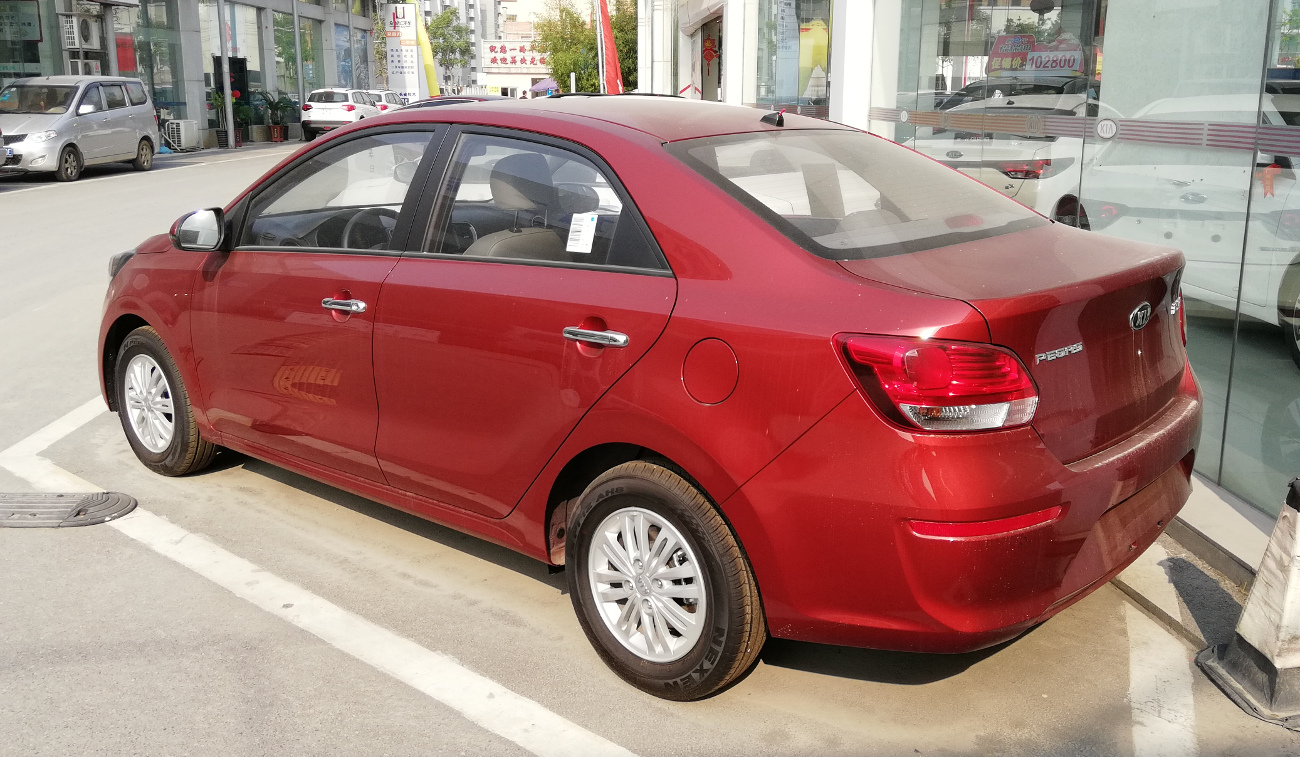
Вид сзади
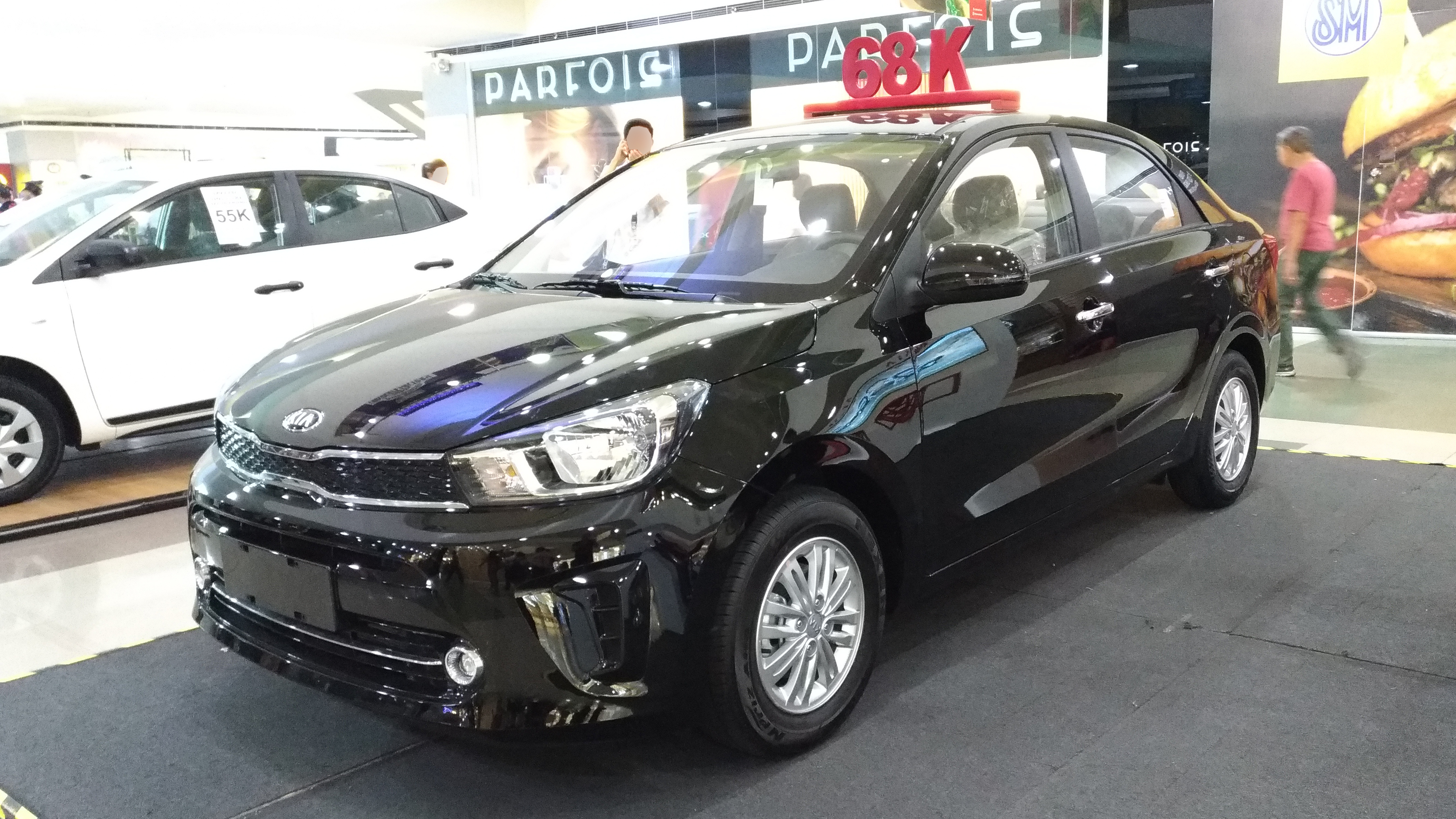
Kia Soluto EX
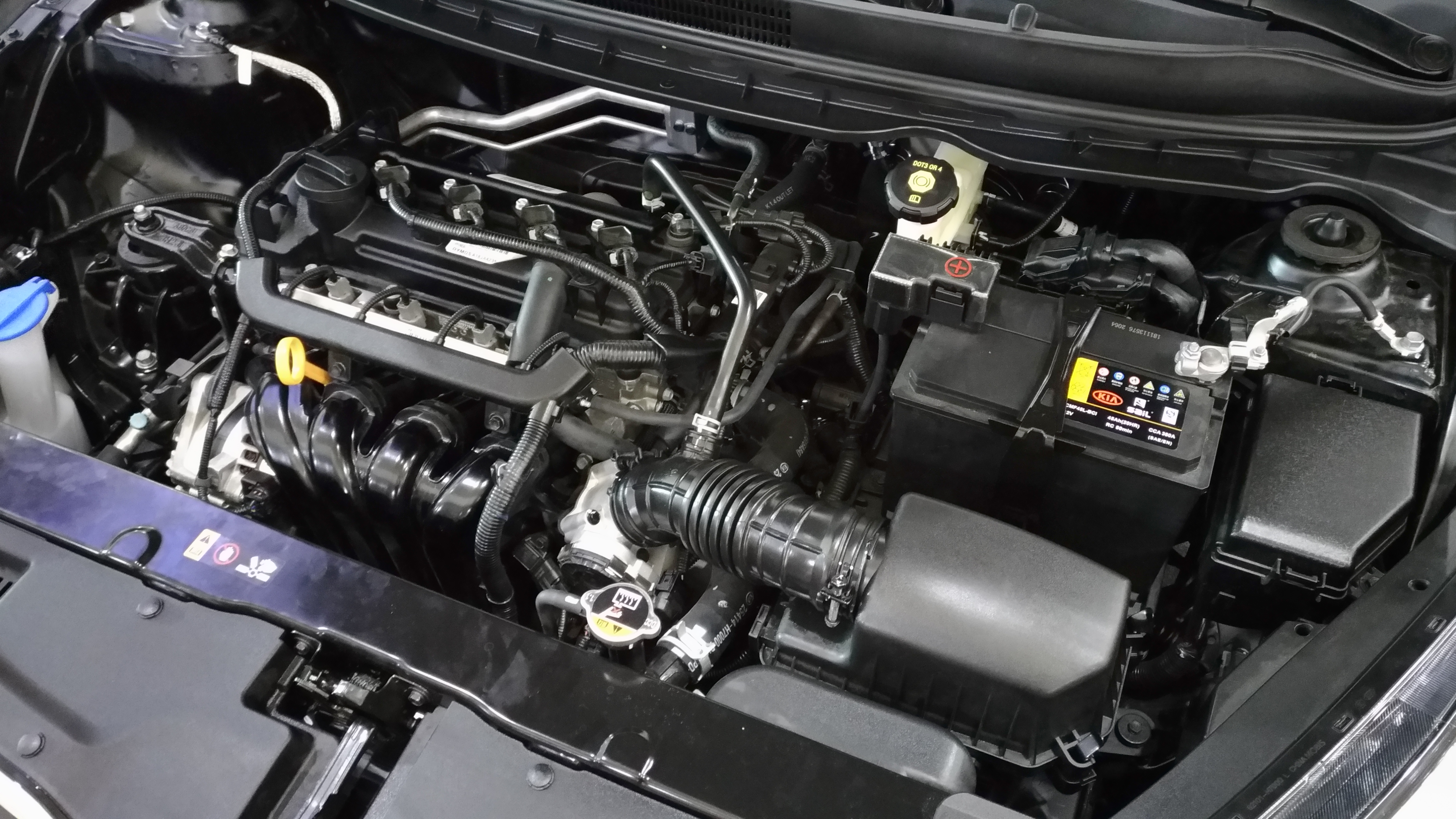
Двигатель модели
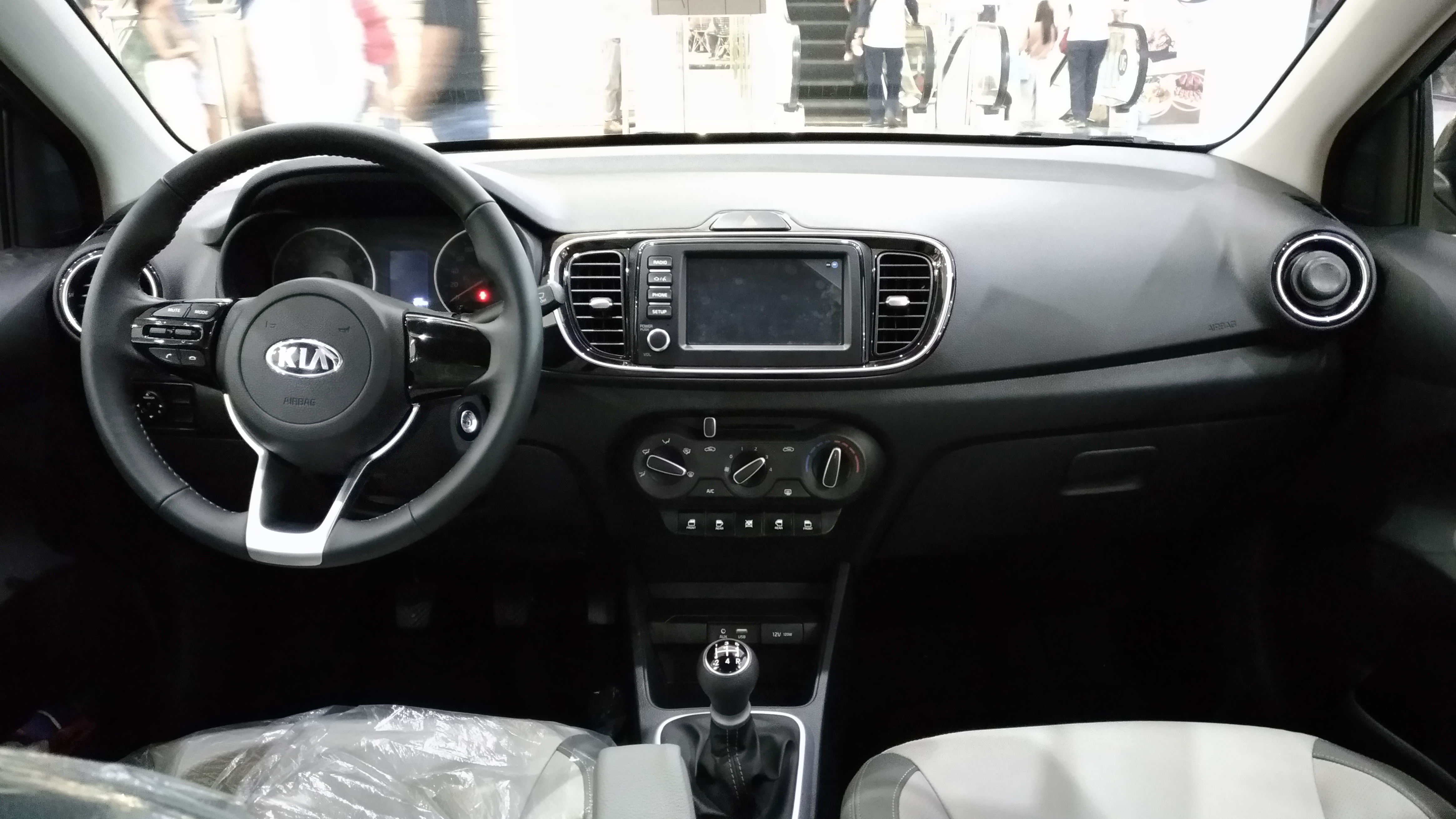
Место водителя